# Geoffrey Taunton Raikes
Sir Geoffrey Taunton Raikes, britanski general, * 1884, † 1975.